# Western horror
Il western horror è un genere cinematografico nato  sul finire degli anni cinquanta del XX secolo dalla fusione del genere horror con quello western, influenzato dai primi western fantasy degli Anni 30 . È un sottogenere del western diffuso e conosciuto al pari dei suoi colleghi come il western revisionista e il western all'italiana.

## Caratteristiche generali
I film di questo genere hanno le stesse ambientazioni di quelli western ma contengono le caratteristiche generali dei film horror come personaggi mostruosi o atmosfere da brivido.

## Storia

### Gli albori
I primi prototipi di western horror della storia sono The Phantom Empire (1935) e da Riders of the Whistling Skull (1937).

### Il successo internazionale
Il genere comincia ad avere successo nel finire degli anni 50 con L'uomo senza corpo (1959) e negli anni 60 con Billy the Kid vs Dracula (1966).
Esempi più recenti includono film come L'insaziabile (1999) ispirato agli episodi di cannibalismo avvenuti durante le missioni dei pionieri in California.

### Anni 2000
Gli anni 2000 hanno dato vita ai migliori film del genere producendo varie pellicole di successo come The Burrowers (2008), Brimstone (2016) e The Wind (2018).
Nel 2015 esce il film Bone Tomahawk con Kurt Russell ed è tuttora il film con più successo di tutto il genere.

### Serie cinematografiche
Il genere ha dato vita a varie serie cinematografiche prima su tutte quella di Tremors composta da ben 7 pellicole.

## Filmografia
Un elenco di alcuni dei film principali del genere:
- L'uomo senza corpo (Curse of the Undead), regia di Edward Dein (1959)
- Tremors, regia di Ron Underwood (1990)
- Vampires, regia di John Carpenter (1998)
- L'insaziabile (Ravenous), regia di Antonia Bird (1999)
- Blueberry, regia di Jan Kounen (2004)
- Gallowwalkers, regia di Andrew Goth (2012)
- La leggenda del cacciatore di vampiri (Abraham Lincoln: Vampire Hunter), regia di Timur Bekmambetov (2012)
- Bone Tomahawk, regia di S. Craig Zahler (2015)
- Brimstone, regia di Martin Koolhoven (2016)
- The Wind, regia di Emma Tammi (2018)

## Protagonisti

### Attori

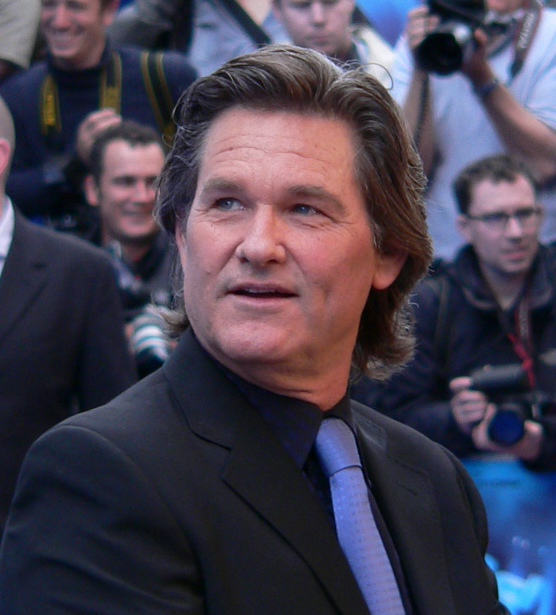
Kurt Russell.

Tra gli interpreti principali del genere vi sono: Kurt Russell, Sid Haig, Guy Pearce, Kevin Bacon e Benjamin Walker.

### Registi
Vari registi hanno lavorato in film western horror, il più famoso è S. Craig Zahler autore di Bone Tomahawk.